# Jerry Lawler
Jerry O'Neil Lawler (29 de novembre de 1949 -), és un lluitador professional i comentarista estatunidenc, que treballa actualment a la marca de RAW de l'empresa World Wrestling Entertainment (WWE).